# Paulina Niklaus
Pour les articles homonymes, voir Niklaus.
Paulina Niklaus née le 17 octobre 2001, est une joueuse allemande de hockey sur gazon.

## Carrière
Elle a fait ses débuts en équipe première le 26 mars 2022 contre les États-Unis à Mönchengladbach lors de la Ligue professionnelle 2021-2022.

## Palmarès
- : 1er à l'Euro U21 2022.